# Busktrupial
Busktrupial (Dives warczewiczi) är en fågel i familjen trupialer inom ordningen tättingar.

## Utseende och läte
Busktrupialen är en helsvart trupial som i bra ljus kan uppvisa en blåaktig glans. Arten är mycket lik hane glanskostare, men är större med större näbb och mindre glans i fjäderdräkten. Sången består av en serie ljudliga visslingar.

## Utbredning och systematik
Busktrupial delas in i två underarter:
- Dives warczewiczi warczewiczi – förekommer i Ecuador och nordvästra Peru (Tumbes och Piura)
- Dives warczewiczi kalinowskii – förekommer i västra Peru (La Libertad till Ica)

## Levnadssätt
Busktrupialen hittas i öppet landskap, mestadels på låg höjd men når upp även i vissa bergsdalar i Anderna. Sången utförs från en exponerad sittplats då den ofta håller huvudet lodrätt och gungar upp och ner.

## Status och hot
Arten har ett stort utbredningsområde och tros öka i antal. Internationella naturvårdsunionen IUCN listar den därför som livskraftig (LC).